# Тигранян, Минас
Минас Вардапет Тигранян (арм. Մինաս վարդապետ Տիգրանյան; около 1658, Османская империя — 12 мая 1740, Москва, Российская империя) — армянский политический и церковный деятель, дипломат, видный участник армянского национально-освободительного движения. Ближайший соратник Исраэля Ори.

## Биография
Родился, вероятно, в Диярбакыре (ныне Турецкий Курдистан, Турция). Представитель старинного княжеского рода Мелик-Исраэлян. Владел английским, французским, немецким, итальянским, русским, турецким, персидским языками.
В 1680 году в монастыре Св. Апостолов в Диярбакыре принял целибат, стал монахом, в 1684 году был рукоположен в иеромонахи. С 1694 года в сане архимандрита служил настоятелем монастыря Мецараниц Сурб Акоб в Нагорном Карабахе. Служил настоятелем в армянских церквах в разных местах.
Участник тайного совещания армянских старейшин (одиннадцати сюникских меликов) в Ангехакоте, где было принято официальное решение обратиться за военной помощью против турецкого и персидского ига к России и ряду европейских держав.
С того времени известен как один из видных деятелей армянского освободительного движения XVIII века.
Сопровождал Исраэля Ори в поездках в Европу и Россию по делам освобождения Армении. Однако в Вене они получил отказ (Австрия же в 1699-м году подписала с Турцией мирный договор). После долгих скитаний по Европе армяне поняли, что реальным союзником Армении может быть только Россия .
Как соратник Гандзасарского католикоса Есаи в 1701 году был направлен им в Москву на правах постоянного представителя при русском дворе.
После смерти Ори в 1711 году М. Тигранян продолжал начатое дело и трудился для освобождения Армении при помощи России, осуществления контактов армянских лидеров с русским правительством. В 1716 году по поручению Петра I участвовал в секретной миссии в Персидскую (Восточную) Армению, побывал в Эчмиадзине и Карабахе.
В 1716 году получил сан епископа и возглавил армянскую епархию в России.
Во время Персидского похода 1722—1723 годов находился в ставке Петра I и активно занимался формированием воинских подразделений из числа армян, их вооружением и отправкой в распоряжение командования русских войск.
Позже, постоянно жил в Астрахани, где находился епархиальный центр. Регулярно наезжал в Санкт-Петербург для консультаций при царском дворе. Ходатайствовал перед Петром I о разрешении армянам из различных районов России беспрепятственно отбывать в Астрахань. «Пожалуй, не оставь нашего прошения, — говорится в одном из его обращений к царю, — которые наши армяне есть в разных городах, — на Москве и в Санкт-Петербурхе и на Дону в Черкасском, — как будут они армяне отправитца в Астрахань, — чтобы их пожаловали в городах начальствующие: пропущали без задержания со всяким провиантом и пойлом»
Сыграл видную роль в укреплении русско-армянских отношений.
В апреле 1740 года принял православие и вскоре по старости и слабости здоровья отошёл от дел. Умер в 1740 году в Москве.